# Boliwia na letnich igrzyskach olimpijskich
Reprezentacja Boliwii na letnich igrzyskach olimpijskich po raz pierwszy wystartowała podczas igrzysk w Berlinie w 1936 roku. Jedyny południowoamerykański kraj, któremu nie udało się zdobyć olimpijskiego medalu.

## Medaliści letnich igrzysk olimpijskich pochodzący z Boliwii

### Złote medale
Brak

### Srebrne medale
Brak

### Brązowe medale
Brak